# Flavonoide 3',5'-idrossilasi
La flavonoide 3',5'-idrossilasi è un enzima appartenente alla classe delle ossidoreduttasi, che catalizza la seguente reazione:
(1) un flavanone + NADPH + H+ + O2 ⇄ un 3'-idrossiflavanone + NADP+ + H2O;;(2) un 3';-idrossiflavanone + NADPH + H+ + O2 ⇄ a 3',5'-diidrossiflavanone + NADP+ + H2O
L'enzima è una proteina eme-tiolata (P-450). Il 3',5'-diidrossiflavanone è generato dal 3'-idrossiflavanone. Nella Petunia hybrida l'enzima agisce sulla naringenina, eriodictiolo, diidroquercetina (taxifolina) e sul diidrokaempferolo (aromadendrina). Catalizza l'idrossilazione del 5,7,4'-triidrossiflavanone (naringenina) sia nella posizione 3' per generare eriodictiolo sia nelle posizioni 3' e 5' per generare il 5,7,3',4',5'-pentaidrossiflavanone (diidrotricetina). L'enzima catalizza anche l'idrossilazione del 3,5,7,3',4'-pentaidrossiflavanone (taxifolina) nella posizione 5' generando ampelopsina. Il NADH non è un buon sostituto per il NADPH.